# Leo Fall

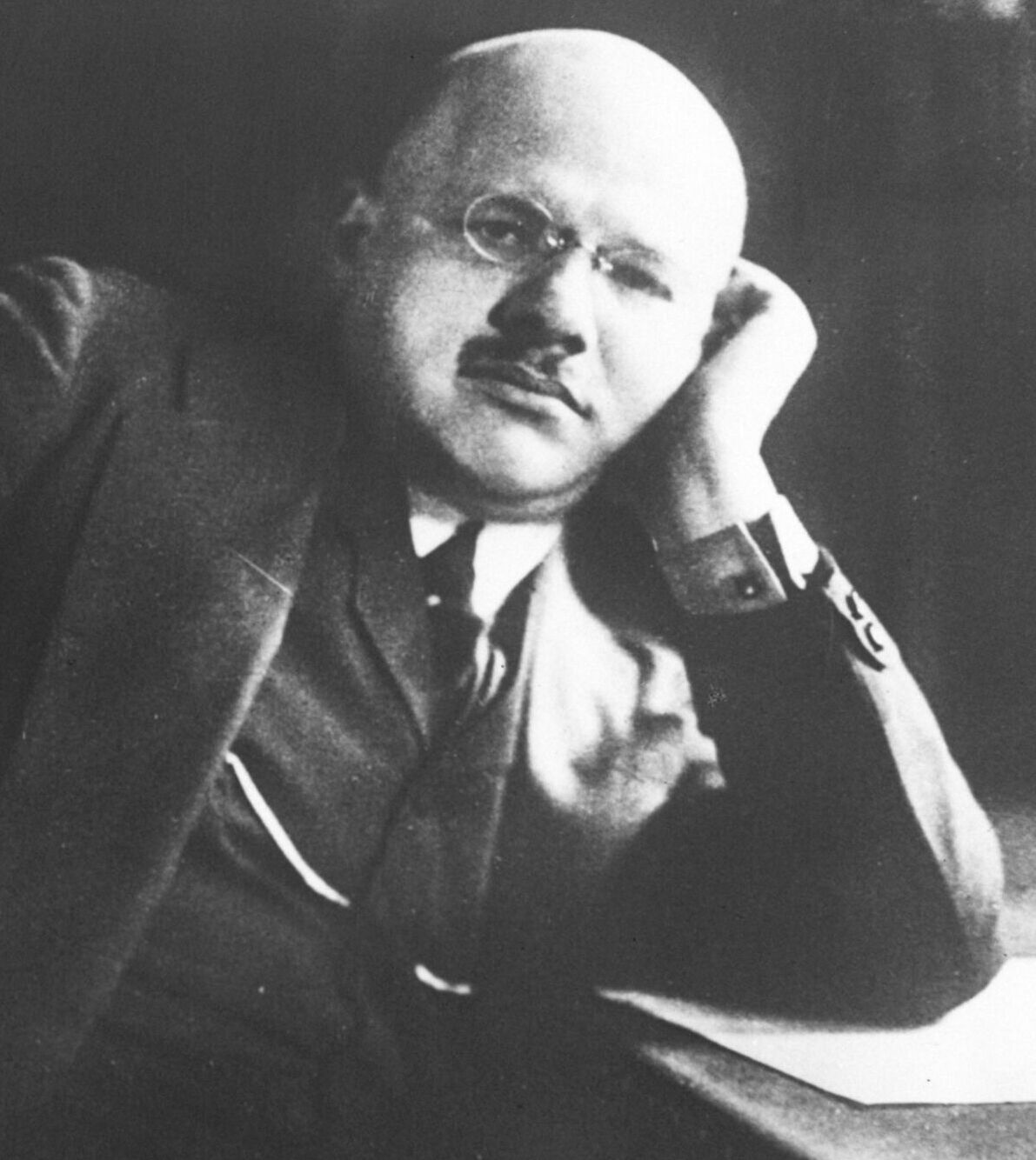
Leo Fall, 1915

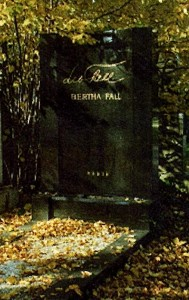
Grabstätte von Leo Fall

Leo Fall (* 2. Februar 1873 in Olmütz, Österreich-Ungarn; † 16. September 1925 in Wien) war ein österreichischer Komponist und Kapellmeister und einer der bedeutendsten Vertreter der Silbernen Operettenära.

## Leben
Leo Fall, der Bruder der Komponisten Richard Fall und Siegfried Fall, die beide von den Nationalsozialisten wegen ihrer jüdischen Herkunft in Konzentrationslager verschleppt wurden und dort starben, kam nach dem Besuch des Wiener Konservatoriums der Gesellschaft der Musikfreunde, wo er unter anderem Musiktheorie bei Robert Fuchs und Johann Nepomuk Fuchs studierte, 1892 als Kapellmeister nach Hamburg, anschließend als Sologeiger ans Berliner Metropol-Theater.
Als seine ersten Opern erfolglos blieben, wurde er Hauskomponist des Berliner Kabaretts Böse Buben im Berliner Künstlerhaus. Er schrieb dort die Musik zu zahlreichen Couplets, zum Beispiel zu Und Meyer sieht mich freundlich an, das von Kurt Tucholsky als das klassische Berliner Couplet gewürdigt wurde. Danach vollzog sich der Übergang zur Operette. Fall widmete sich seit 1906 ausschließlich der Komposition, schaffte von 1907 bis 1908 mit drei Operetten (darunter Die Dollarprinzessin) den Durchbruch und wurde schließlich mit späteren Werken wie Die Rose von Stambul (1916) weltweit bekannt.
Fall, dessen Werke von den Nationalsozialisten verboten wurden, zählt neben Franz Lehár und Oscar Straus zu den bedeutendsten Komponisten der sogenannten „Silbernen Operettenära“.
Seine musikalisch breit gefächerten Operetten oszillieren zwischen klassischen (Wiener Walzer) und modernen Motiven (Schlager, Jazz, Foxtrott). Es war vor allem der beim WDR in Köln tätige Dirigent Franz Marszalek, der sich mit vielen beispielhaften Aufnahmen für Leo Fall eingesetzt hat.
1901 wurde er Mitglied in der Preßburger Freimaurerloge Freundschaft. Er war mit der Tochter Bertha (1875–1934) des Komponisten Salomon Jadassohn verheiratet. Beide Grabstellen befinden sich auf dem Wiener Zentralfriedhof (israelitischer Teil Tor 4, Gruppe 3, Reihe 4, Nr. 1). 2000 benannte man den Leo-Fall-Weg in Wien-Hietzing nach ihm.

## Werke (Auswahl)
- Lustige Blätter, Lokalposse in drei Akten. Libretto: Franz Fuchs, Uraufführung: Centralhallentheater, Hamburg, 1896.
- Klein-Röschen, Vaudeville in einem Akt, Libretto:  Oskar Klein, 1896
- Die Regimentsnummer, Posse mit Gesang in einem Akt,  Libretto: Max Reichardt
- 1842, Der große Brand in Hamburg, Libretto: Georg Okonkowski, Zeitbild in fünf Akten, Hamburg, 1897
- Paroli, ursprünglich Frau Denise, Komische Oper in einem Aufzug, Uraufführung: Intimes Theater, Berlin, 1902. 2015 eingespielt vom WDR unter der Leitung von Axel Kober beim Label cpo
- Irrlicht, Uraufführung: Mannheim, 1905
- Der Rebell (1905, sieben Jahre später umgearbeitet zu Der liebe Augustin)
- Der fidele Bauer (1907)
- Die Dollarprinzessin (1907)
- Die geschiedene Frau (1908)
- Der Schrei nach der Ohrfeige (1909)
- Brüderlein fein, Alt-Wiener Singspiel in einem Akt, Libretto: Julius Wilhelm, Uraufführung: Theater und Kabarett Hölle, Wien, 1909
- Das Puppenmädel (1910)
- Die schöne Risette (1910)
- Der ewige Walzer (1911)
- Die Sirene (1911)
- Der liebe Augustin (1912)
- Die Studentengräfin (1913)
- Der Nachtschnellzug (1913)
- Frau Ministerpräsident (1914)
- Der künstliche Mensch (1915)
- Die Kaiserin (Fürstenliebe) (1916)
- Die Rose von Stambul (1916)
- Die spanische Nachtigall (1920)
- Der heilige Ambrosius (1921)
- Die Straßensängerin (1922)
- Madame Pompadour (1922)
- Der süße Kavalier (1923)
- Jugend im Mai (1926)
- Der junge Herr René (Umarbeitung von Der süße Kavalier durch Michael Krasznay-Krausz, März 1935 in Zürich), weitere Aufführungen: Januar 1936 in Prag, September 1951 in Karlsruhe